# Láska v křesťanství

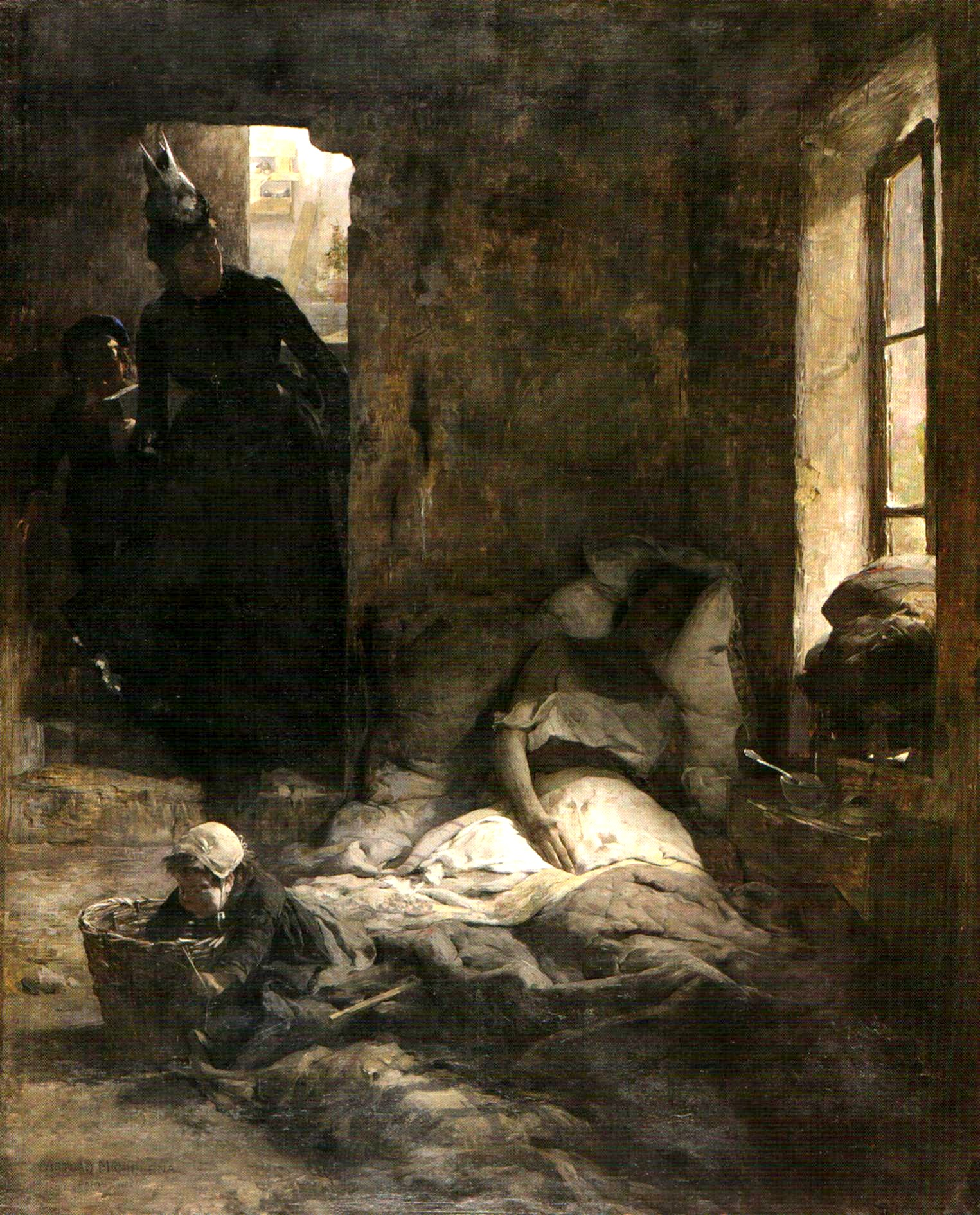
Arturo Michelena: La caridad, 1888, olej na plátně, 288,2 × 232 cm

Láska je v křesťanství základní charakteristikou vztahu jednak mezi Bohem a člověkem, jednak mezi lidmi navzájem, a je tedy také základním požadavkem kladeným na každého křesťana. Na rozdíl od erotické lásky, která po milovaném především touží (řecké erós a latinské amor), případně si s ním chce i užít, rozumí se zde láskou vztah, v němž jde především o dobro milovaného, jak to vyjadřuje řecké slovo agapé nebo latinské caritas. Křesťanská láska má tedy být především aktem vůle, který chce dobré pro druhého kvůli Bohu. Augustin ji charakterizuje jako „směřování mysli ke stavu, v němž se těší jednak z Boha kvůli němu samému, jednak ze sebe samé a z bližního kvůli Bohu" a Katechismus katolické církve jako „božskou ctnost, kterou milujeme Boha nade všechno pro něho samého a svého bližního jako sebe z lásky k Bohu".
Všechny ostatní stránky lásky – citová náklonnost, erotická přitažlivost, touha a další – tím nemají být potlačeny, ale mají být tomuto chtění podřízeny. Vlastním původcem lásky je totiž Bůh sám a projevy jeho lásky křesťanství označuje pojmem milost. Paradoxní křesťanské učení o jediném Bohu jako o nejsvětější Trojici se snaží vyjádřit, že v Bohu samém jsou vztahy, a to vztahy lásky, které se obracejí „navenek“ ke světu a k člověku v Božích aktech stvoření, zjevení a vykoupení. Lidská láska je pak vždy jen odrazem a odpovědí na tuto Boží milost – a to i když bloudí a když se své vlastní povaze zpronevěří.

## Starý zákon
Obě složky této lásky uvádí už hebrejská bible (Starý zákon). Přikázání lásky k Bohu, které se věřící Izraelité denně modlí jako součást modlitby Šema Jisra'el, zní: „Slyš, Izraeli, Hospodin je náš Bůh, Hospodin jediný. Budeš milovat Hospodina, svého Boha, celým svým srdcem a celou svou duší a celou svou silou.“ Dt 6, 4–5 (Kral, ČEP) Přikázání lásky k bližnímu je ve Třetí knize Mojžíšově:„...budeš milovat svého bližního jako sebe samého.“ 
Téma lásky se pak objevuje i v řadě dalších textů, například v Žalmech, ale zejména ve sbírce, která se v Bibli nazývá Píseň písní nebo také Píseň Šalomounova. Tato sbírka, vzniklá patrně ze svatebních písní, vyjadřuje výrazně erotickou lásku a její zařazení do souboru biblických knih dává zřetelně najevo, že i tato podoba k lásce patří. Píseň se ovšem už od starověku vykládala alegoricky, vztažená na lásku k Bohu či vztah Krista a církve.

## Nový zákon
Na otázku, čím se má věřící především řídit čili „které přikázání je největší“, cituje Ježíš v Markově evangeliu právě tato místa:
| „                          | 'První je toto: 'Slyš, Izraeli, Hospodin, Bůh náš, jest jediný pán; miluj Hospodina, Boha svého, z celého svého srdce, z celé své mysli a z celé své síly!' Druhé pak je toto: 'Miluj bližního svého jako sám sebe!' Většího přikázání nad tato dvě není.' | “ |
| — Mk 12, 29–31 (Kral, ČEP) | |   |

V závěru Janova evangelia dává Ježíš svým žákům „nové přikázání“: „Zachováte-li má přikázání, zůstanete v mé lásce, jako já zachovávám přikázání svého Otce a zůstávám v jeho lásce. To jsem vám pověděl, aby moje radost byla ve vás a vaše radost aby byla plná.' 'To je mé přikázání, abyste se milovali navzájem, jako jsem já miloval vás...'“ J 15, 9 (Kral, ČEP)
Spojení „přikázání lásky“ zní na první pohled paradoxně: jak je možné přikazovat lásku? Biblická a křesťanská láska ale není především cit, nýbrž vědomé rozhodnutí, motivované tím, že láska nejdřív přichází od Boha. O lásce Boha k člověku mluví například Janovo evangelium: „Neboť Bůh tak miloval svět, že dal svého jediného Syna, aby žádný, kdo v něho věří, nezahynul, ale měl život věčný.“  První list Janův shrnuje téma lásky takto:
| „                        | Milovaní, milujme se navzájem, neboť láska je z Boha, a každý, kdo miluje, z Boha se narodil a Boha zná. Kdo nemiluje, nepoznal Boha, protože Bůh je láska. V tom se ukázala Boží láska k nám, že Bůh poslal na svět svého jediného Syna, abychom skrze něho měli život. V tom je láska: ne že my jsme si zamilovali Boha, ale že on si zamiloval nás a poslal svého Syna jako oběť smíření za naše hříchy. Milovaní, jestliže Bůh nás tak miloval, i my se máme navzájem milovat. Boha nikdy nikdo neviděl, ale jestliže se milujeme navzájem, Bůh v nás zůstává a jeho láska v nás dosáhla svého cíle. | “ |
| — 1J 4, 7–12 (Kral, ČEP) | |   |

### Milujte své nepřátele
Aby zřetelně odlišil tuto „božskou“ lásku od přirozené lidské vzájemnosti, ukládá Ježíš svým žákům těžko splnitelný požadavek milovat i nepřátele:
| „                                   | Slyšeli jste, že bylo řečeno: 'Milovati budeš bližního svého a nenávidět nepřítele svého.' Já však pravím: Milujte své nepřátele a modlete se za ty, kdo vás pronásledují... Budete-li milovat ty, kdo milují vás, jaká vás čeká odměna? Což i celníci nečiní totéž? | “ |
| — Mt 5, 43–44 a 46 (Kral, a 46 ČEP) | |   |

Naopak ale ti, kdo se o to snaží, mohou doufat, že jim Bůh odpustí jejich provinění.
Tak Ježíš o klečící hříšnici říká: „'...Její mnohé hříchy jsou jí odpuštěny, protože projevila velikou lásku. Komu se málo odpouští, málo miluje.'“ Když pak Ježíš v Matoušově evangeliu mluví o posledním soudu, jeví se skutky lásky jako rozhodující:
| „                                    | Tehdy řekne král těm po pravici: 'Pojďte, požehnaní mého Otce, ujměte se království, které je vám připraveno od založení světa. Neboť jsem hladověl, a dali jste mi jíst, žíznil jsem, a dali jste mi pít, byl jsem na cestách, a ujali jste se mne, byl jsem nahý, a oblékli jste mě, byl jsem nemocen, a navštívili jste mě, byl jsem ve vězení, a přišli jste za mnou.'... 'Amen, pravím vám, cokoliv jste učinili jednomu z těchto mých nepatrných bratří, mně jste učinili.' | “ |
| — Mt 25, 34–36 a 40 (Kral, a 40 ČEP) | |   |

Tento citát kromě toho dobře charakterizuje podobu a projevy této lásky jako péče o ty, kdo to potřebují, a následující verše s odsouzením těch, kdo lásku zanedbali, vyjadřují vážnost tohoto nároku.
Pravděpodobně nejznámějším biblickým místem o lásce však zůstává 13. kapitola Pavlova Prvního listu Korintským:
| „                                    | Kdybych mluvil jazyky lidskými i andělskými, ale lásku bych neměl, jsem jenom dunící kov a zvučící zvon. Kdybych měl dar proroctví, rozuměl všem tajemstvím a obsáhl všechno poznání, ano kdybych měl tak velikou víru, že bych hory přenášel, ale lásku bych neměl, nic nejsem. A kdybych rozdal všecko, co mám, ano kdybych vydal sám sebe k upálení, ale lásku bych neměl, nic mi to neprospěje. Láska je trpělivá, laskavá, nezávidí, láska se nevychloubá a není domýšlivá. Láska nejedná nečestně, nehledá svůj prospěch, nedá se vydráždit, nepočítá křivdy. Nemá radost ze špatnosti, ale vždycky se raduje z pravdy. Ať se děje cokoliv, láska vydrží, láska věří, láska má naději, láska vytrvá. Láska nikdy nezanikne. Proroctví - to pomine; jazyky - ty ustanou; poznání - to bude překonáno. Vždyť naše poznání je jen částečné, i naše prorokování je jen částečné; až přijde plnost, tehdy to, co je částečné, bude překonáno. Dokud jsem byl dítě, mluvil jsem jako dítě, smýšlel jsem jako dítě, usuzoval jsem jako dítě; když jsem se stal mužem, překonal jsem to, co je dětinské. Nyní vidíme jako v zrcadle, jen v hádance, potom však uzříme tváří v tvář. Nyní poznávám částečně, ale potom poznám plně, jako Bůh zná mne. A tak zůstává víra, naděje, láska - ale největší z té trojice je láska. | “ |
| — 1Kor 13, 1–8 a 13 (Kral, a 13 ČEP) | |   |

## Teologická vymezení
První list Janův charakterizuje samého Boha jako lásku: „Také my jsme poznali lásku, kterou Bůh má k nám, a věříme v ni. Bůh je láska, a kdo zůstává v lásce, v Bohu zůstává a Bůh v něm.“ Sv. Hilarius z Poitiers vykládá vztah první (Otec) a druhé (Syna) osoby Trojice jako lásku a ztotožňuje ji s Duchem svatým.
V návaznosti na Ježíšův výrok, že člověk má pomáhat „ve skrytu“ rozlišuje sv. Aurelius Augustinus mezi
- láskou nedokonalou, která se stará o potřebné jen v naději na odměnu, že se jí prokázané dobré vrátí zpět, případně ze strachu před Božím hněvem,
- a lásku dokonalou, která dělá dobré pro dobro samo a nemyslí na vlastní prospěch.[11] Podobně jeho současník sv. Basileios Veliký:

| „                      | Buď se odvrátíme od zla ze strachu před trestem a jsme v postavení otroka, nebo se dáme strhnout vyhlídkou na odměnu a jsme podobni námezdným dělníkům. Nebo posloucháme pro dobro samo a z lásky k tomu, který přikazuje, abychom poslouchali ... a tehdy jsme v postavení synů. | “ |
| — Sv. Basileios Veliký | |   |

## Křesťanská praxe
Dějiny křesťanství jistě nejsou jen dějinami takto pochopené lásky. Je v nich mnoho násilí, nenávisti a krve. Přesto se v nich Ježíšův požadavek lásky jako péče o potřebné trvale uplatňoval. Organizovaná péče o sirotky, o staré, nemocné a osamělé lidi začíná už v prvním století a od 3. století vznikají první nemocnice, které pak byly po staletí v rukou křesťanských institucí, zejména řeholních řádů. Totéž platí o chudobincích a sirotčincích a teprve v posledních staletích jejich činnost postupně nahrazuje veřejná sociální a zdravotní péče. Křesťanský pohled na otroctví silně přispěl k jeho odstranění a také chudoba se v křesťanských zemích nechápala jako osobní hanba.

### Láska a sexualita
Pozdní židovství i rané křesťanství se setkávalo s kulty, v nichž hrála značnou roli sexualita, až po tzv. posvátnou prostituci, a muselo se vůči nim vymezovat. Tak si lze vysvětlit, proč jinak běžné slovo erós se v řeckém překladu Starého Zákona vyskytuje pouze dvakrát a v Novém Zákoně ani jednou. Už v raném křesťanství byly také asketické proudy, které lidské tělo pokládaly za „hrob duše“, jak zní gnostická formule, a sexualitu vůbec odmítaly. Jejich dědictví se ve východním i západním křesťanství udržovalo přinejmenším do reformace a jeho stopy se vyskytují dodnes.[zdroj?]

### Mystická láska
Zvláštní formu křesťanské lásky k Bohu představuje mystika, krajní vnitřní usebrání, často spojené s asketickým způsobem života, v němž někteří lidé podle vlastního svědectví osobně zažili blízkost a přítomnost samého Boha. Mezi významné křesťanské mystiky, kteří byli často průkopníky změn a naráželi na ortodoxii svých církví, patřil sv. Pavel z Tarsu, sv. František z Assisi, sv. Bernard z Clairvaux, sv. Hildegarda z Bingenu, sv. Brigita Švédská, sv. Kateřina Sienská, Tomáš Kempenský, Jakob Böhme, sv. František Saleský, Emanuel Swedenborg, Jakob Lorber a další.